# Forte di Bois l'Abbé
Il forte di Bois l'Abbé , conosciuto anche come fort Poniatowski, è un forte francese situato a Uxegney, presso Épinal in Lorena.
Fu costruito dal 1884 al 1885 e parzialmente rimodernato solamente una volta nel 1900 mentre un ulteriore ammodernamento, previsto nel 1911, non fu mai realizzato.
Per questo motivo è uno dei rari esempi di forte francese facente parte del Sistema Séré de Rivières che si trova quasi nelle esatte condizioni in cui era al momento della sua costruzione e giunto praticamente intatto fino ai nostri giorni.
Il forte di Bois l'Abbé è situato su di una altura a 384 m s.l.m., a 1200 m. a est del più grande forte di Uxegney e aveva il compito di sorvegliare la strada tra Épinal e Domèvre-sur-Axiėre.

## Descrizione del forte
Il forte ha la forma di un trapezio irregolare circondato da un fossato.
L'edificio fu costruito in un solo anno (dal 1884 al marzo 1885) e comprende caserme, depositi di munizioni e scorte alimentari. 
Secondo la tecnica dell'epoca, questi edifici furono costruiti a cielo aperto con pietra locale (arenaria variegata ricavata da una cava presso Forges) poi coperti con il terreno ricavato dallo scavo del fossato e lo spianamento del terreno circostante.
L'armamento originario era costituito da quattro cannoni da 120 mm. e da due da 90 mm. posizionati su piattaforme nella parte superiore del forte. 
Nel 1915 fu aggiunto un cannone antiaereo (o, meglio anti pallone aerostatico o dirigibile) mentre i precedenti sei cannoni furono rimossi e portati al fronte.
A differenza del vicino forte di Uxegney questo edificio non fu oggetto delle profonde opere di ammodernamento che si erano rese necessarie a causa dell'evoluzione dell'artiglieria.
Il forte perse di importanza strategica quando ci si rese conto che il prospiciente Bois de Souche impediva una buona visione del territorio circostante per cui si preferì costruire delle postazioni più piccole intorno al bosco piuttosto che migliorare il forte.

## Storia operativa
Il forte di Bois l'Abbé non vide alcuna azione militare durante la prima guerra mondiale, poiché l'esercito tedesco non avanzò nel territorio attorno a Épinal.
Tra la prima e la seconda guerra mondiale il forte rimase di proprietà militare e fu mantenuto in attività.
Come il vicino Forte di Uxegney, il forte di Bois l'Abbé fu utilizzato come deposito di munizioni.
Nel 1932 vi furono installate quattro batterie antiaeree munite di pezzi da 75 mm.
Dopo la seconda guerra mondiale i francesi continuarono ad utilizzare il forte come deposito di munizioni fino al 1960, dopo di che fu utilizzato da privati.

## Situazione attuale
A partire dal 1995, l'Association pour la Restauration du Fort d'Uxegney et de la Place d'Épinal (ARFUPE)  ha intrapreso il restauro e la manutenzione del sito di Bois l'Abbé. 
Il forte può essere visitato in occasione della ricorrenza del 14 luglio (presa della Bastiglia) e durante la Journée du patrimoine (Giornata del patrimonio, in cui è possibile visitare monumenti normalmente chiusi al pubblico).

## Galeria d'immagini

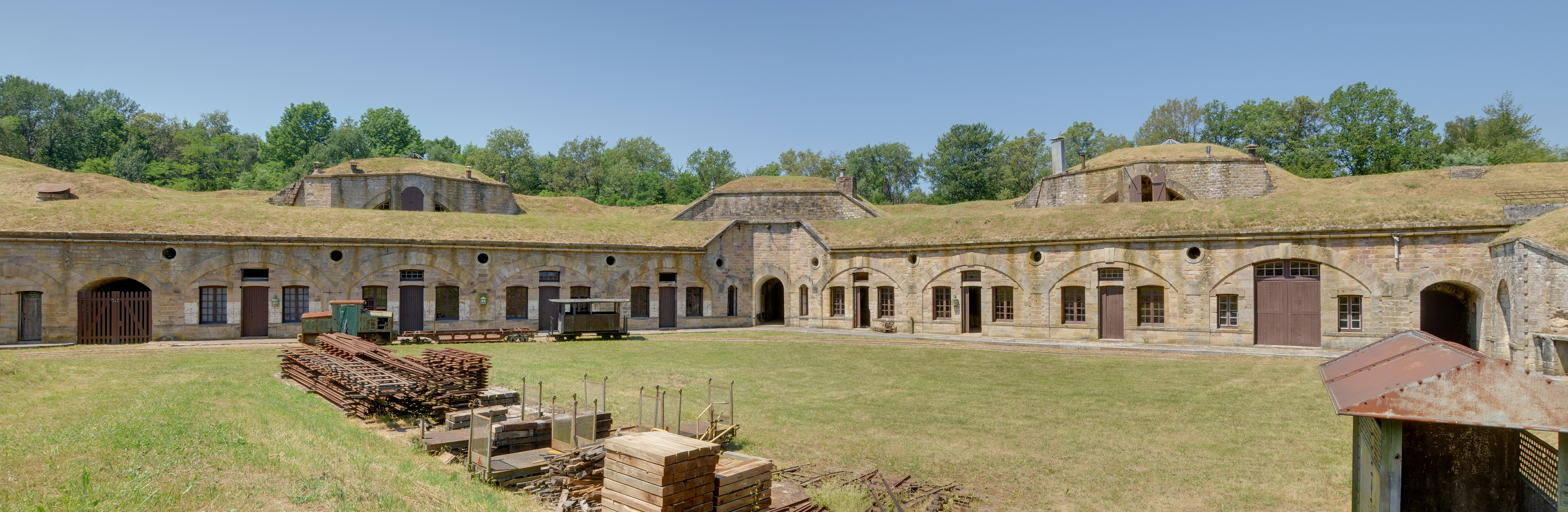
il cortile del forte
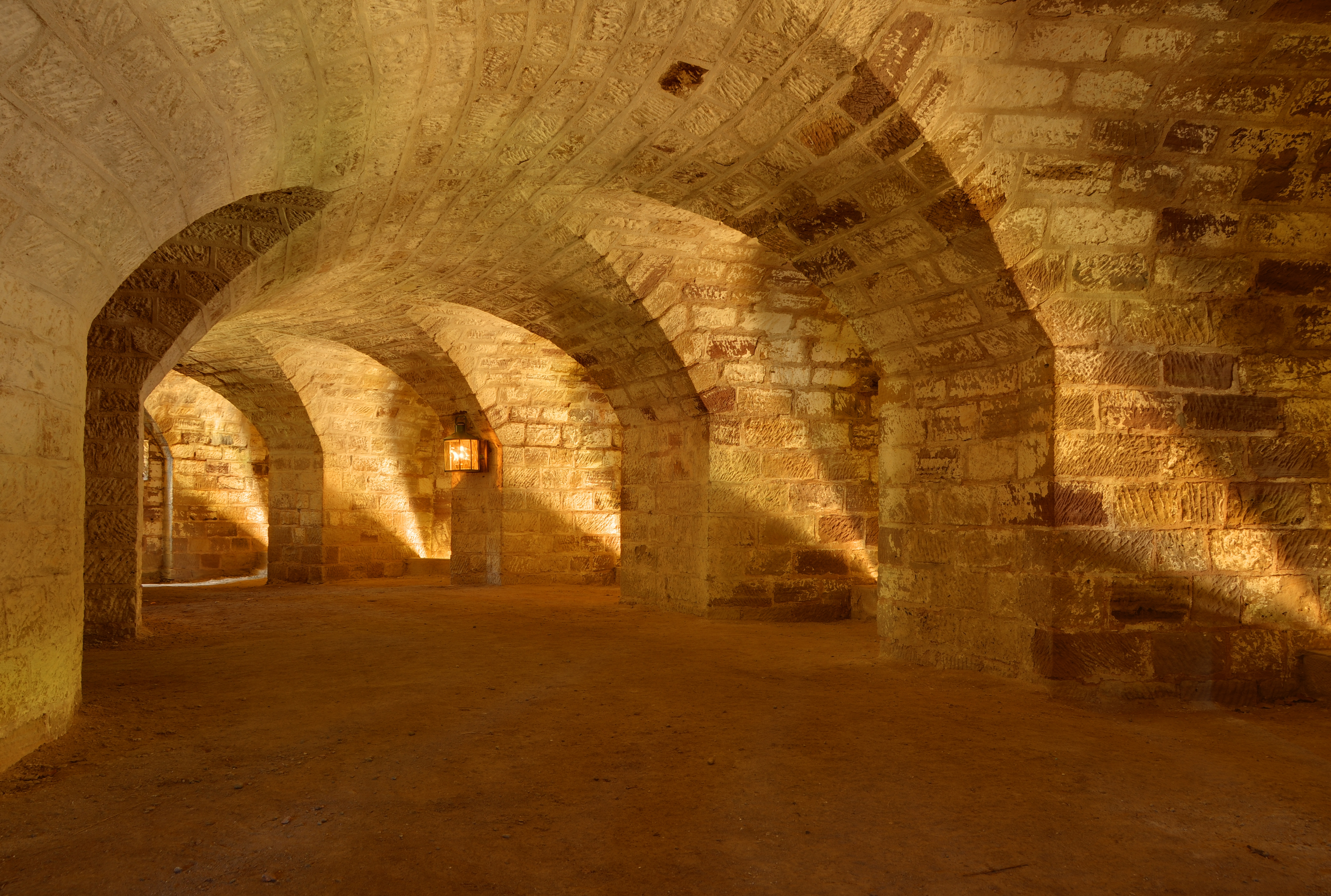
galleria nel forte